# Williams Driver Academy

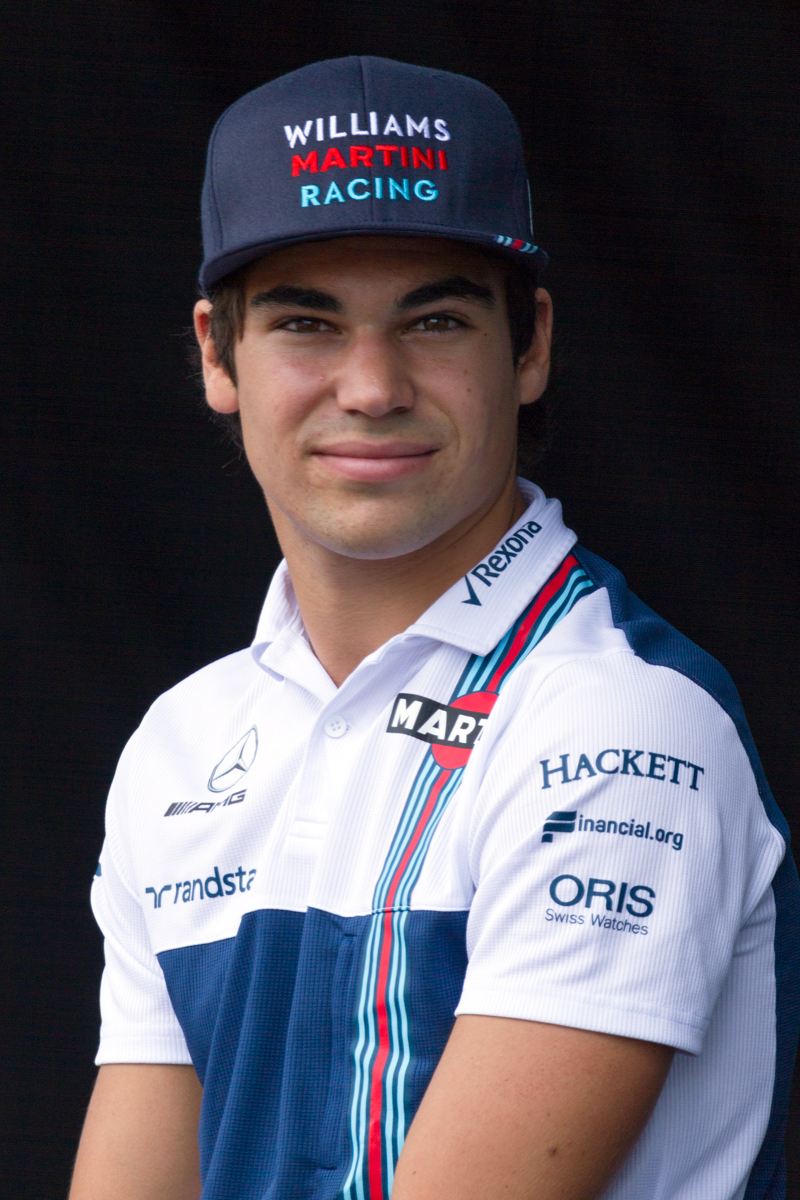
Lance Stroll, 2017.

Williams Driver Academy, tidigare Williams Young Driver Programme, är ett utbildningsprogram i syfte att fostra unga racerförare för att ta förarplatser i Formel 1-stallet Williams F1. Utbildningsprogrammet grundades 2016.

## Förare
De racerförare som ingår alternativt har ingått i utbildningsprogrammet. De som kör alternativt har kört i Formel 1 har sina namn i fet stil.
| Namn             |                | Tidsperiod | Kör(de) i F1                                                             | Förartitlar (F1) |
| ---------------- | -------------- | ---------- | ------------------------------------------------------------------------ | ---------------- |
| Lance Stroll     | Kanada         | 2016       | Williams F1 (2017–2018) Racing Point (2019–2020) Aston Martin F1 (2021–) |                  |
| Oliver Rowland   | Storbritannien | 2018       |                                                                          |                  |
| Nicholas Latifi  | Kanada         | 2019       | Williams F1 (2020–2022)                                                  |                  |
| Jamie Chadwick   | Storbritannien | 2019–      |                                                                          |                  |
| Jack Aitken      | Storbritannien | 2020–202?  | Williams F1 (2020)                                                       |                  |
| Roy Nissany      | Israel         | 2020–      |                                                                          |                  |
| Dan Ticktum      | Storbritannien | 2020–2021  |                                                                          |                  |
| Logan Sargeant   | USA            | 2021–2022  | Williams F1 (2023–2024)                                                  |                  |
| Oliver Gray      | Storbritannien | 2022–      |                                                                          |                  |
| Zak O'Sullivan   | Storbritannien | 2022–      |                                                                          |                  |
| Luke Browning    | Storbritannien | 2023–      |                                                                          |                  |
| Franco Colapinto | Argentina      | 2023–      | Williams F1 (2024)                                                       |                  |